# قائمة مدن السعودية

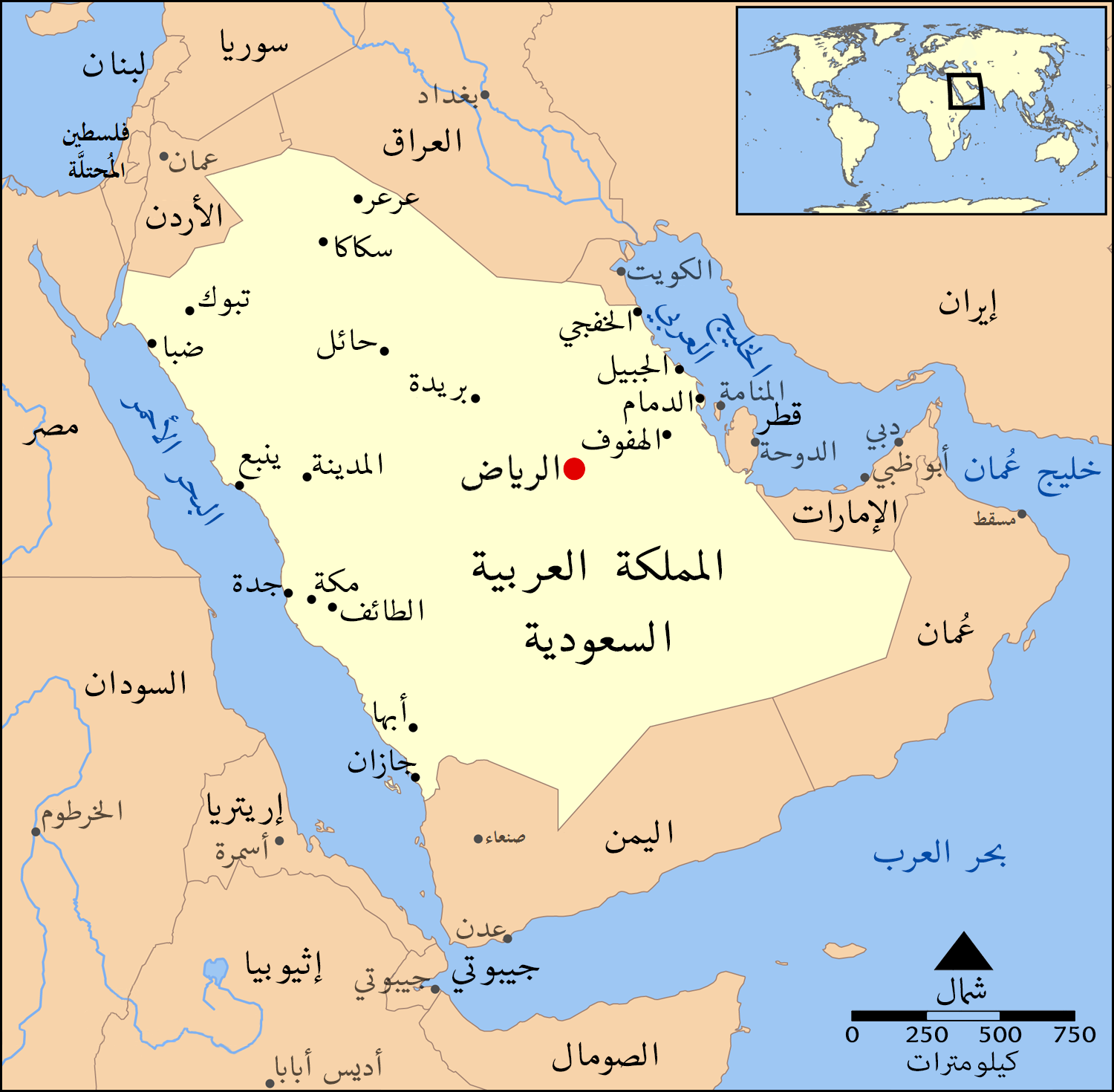
خريطة بها بعض أهم المدن السعودية.

تضم قائمة مدن السُّعُوديَّة عدداً من المُدُن الَّتي تختلف في المساحة والكثافة السُّكانيَّة حيث تتواجد مُدُناً مليونيَّة وأخرى يقطنها بضعة آلاف من السكان، وبحسب الهيئة العامة للإحصاء في السعودية فإنَّ التَّجمّعات السُّكانيَّة الَّتي يزيد عدد سُكانها عن خمسة آلاف نسمةٍ يُطلق عليها وصف «مدينة». هناك بعض المُدُن الَّتي تعد من بين الأقدم على مُستوى العالَم والَّتي نشأ بعضها قبل الميلاد إما أن تكون مأهولةً بشكلٍ مُتواصل أو أنَّ هناك مُدُناً أخرى نشأت مكانها على فتراتٍ مختلفةٍ، وأخرى اكتسبت أهميَّة تاريخيَّة ودينيَّة منذ بداية ظهور الإسلام وفي عصر صدر الإسلام وما تبع تلك الفترة. كما أنَّ هناك مُدُناً نشأت حديثاً وذلك أثناء وبعد توحيد المملكة العربيَّة السُّعُوديَّة وبعضها تشكَّلت بعد ظهور النّفط، وهناك بعض المُدُن الَّتي كانت بداياتُها على شكل قُرًى صغيرة أو مرافئ للصيادين وأصبحت فيما بعد من أكبر المُدُن.
مِن أهم المُدُن الَّتي تضمّها القائمة تلك الَّتي بها مقر إمارات المناطق الثلاثة عشر، وهي (الرياض، ومكة، والمدينة المنورة، وبريدة، والدمام، وأبها، وتبوك، وحائل، وعرعر، وجيزان، ونجران، والباحة، وسكاكا)، تليها عواصم المُحافظات أي تلك المُدُن الَّتي يتواجد بها مقر المحافظة، ومن ثم المُدُن أو التَّجمّعات السُّكانية الَّتي يتواجد بها مقر المراكز الإدارية.
حسب إحصائية سنة 2022م هناك خمسة مدن يتجاوز كل منها مليون نسمة على الأقل وهي الرِّياض وجدَّة ومكَّة والمدينة المنوَّرة والدمام على التَّوالي، ويبلغ عدد سكان تلك المُدُن مجتمعةً أكثر من خمسة عشر مليون نسمةٍ. كما أنَّ هناك ستة وعشرين مدينة (26 تجمعاً سكانياً)أ[›] يضم كل منها أكثر من مئة ألف نسمة على الأقل. إضافة إلى حوالي اثنين وثمانين مدينة يتجاوز عدد سكان كل منها عشرين ألف نسمة على الأقل، ويضاف إلى ذلك عشرات المدن التي يتجاوز عدد سكان الواحدة منها خمسة آلاف نسمة على الأقل.

## القائمة

### أكثر من 5000 نسمة

#### تجمعات سكانية ضمن القائمة سابقاً
تجمعات سكانية من مدن وقرى كانت ضمن قائمة أكثر من 5000 نسمة حسب إحصائية عام 2010م:

## خريطة المدن
مفتاح الخريطة:
- الرياض (العاصمة وأكبر المدن).
- العاصمة الإدارية للمنطقة.
- مدينة يزيد عدد سُكَّانها عن 1,000,000 نسمة.
- مدينة يزيد عدد سُكَّانها عن 100,000 نسمة.
- مدينة يزيد عدد سُكَّانها عن 20,000 نسمة.

| الرياض جدة مكة المدينة المنورة الدمام تبوك بريدة حائل نجران أبها عرعر سكاكا جيزان الباحة الهفوف الطائف خميس مشيط الجبيل حفر الباطن السيح ينبع الخبر عنيزة الظهران القطيف القريات وادي الدواسر الرس بيشة شرورة الخفجي صبيا الدوادمي أبو عريش الزلفي أحد رفيدة محايل عسير رابغ رأس تنورة رفحاء طبرجل طريف المجمعة البدائع عفيف بلجرشي الدرعية الدلم أملج بقيق العيون دومة الجندل صامطة العلا ليلى بيش الوجه تيماء المزاحمية البكيرية المذنب بدر الخرمة النماص شقراء السليل النعيرية حوطة بني تميم تربة حقل الجموم ضباء أحد المسارحة القنفذة ضمد ظهران الجنوب الطرف القوز القيصومة القويعية المخواة رنية رماح أهم المدن السعودية |

## هوامش
- ^ أ: بيانات الإحصاء تفصل بين سكان «الخُبَر» (البالغ عددهم 219,066 منهم 93,954 من السعوديين و 125,725 من غير السعوديين) وتحتل المرتبة التاسعة عشرة بالنسبة لعدد السكان، وبين «الثقبة» (أحد أحياء الخُبر) (البالغ عددهم 238,066 منهم 138,651 من السعوديين و 99,415 من غير السعوديين) وتحتل المرتبة الخامسة عشرة بالنسبة لعدد السكان، وإجمالي عدد سكانها (البالغ عددهم 457,745 منهم 232,605 من السعوديين و 225,140 من غير السعوديين) يجعلها في المرتبة العاشرة بين المدن.[1]

- ^ ب: تشكل مدينة «السيح» قاعدة «محافظة الخرج»، ويخلط البعض بين التسميتين حيث تُسمى بشكل غير دقيق بمدينة الخرج، وقد صدر توجيه رسمي عن إمارة منطقة الرياض سنة 2018م بتعديل الاسم في اللوحات الإرشادية على الطرق ونحوها.[62][63]

- ^ ت: «جيزان» و«جازان» هي تسميتان ذُكرت لنفس المنطقة الإدارية والمدينة والوادي، إلا أنه يُرجح بأنها قد استقرت تسمية المدينة «جيزان» للتفريق بين جازان المدينة الساحلية وجازان المنطقة الإدارية.[64]

- ^ ث: تقع «بحرة» بين مدينتي مكة وجدة،[65] وتظهر البيانات بأنها ملاصقة لمدينة مكة، 0 كم إلى الغرب من مدينة مكة (مقر الإمارة)، وذلك حسب "البيانات الجغرافية على مستوى المسمى السكاني"، ص: 343. دليل الخدمات السادس عشر الصادر سنة 2017م - منطقة مكة المكرمة.[52]

- ^ ج: «رأس تنورة» وتسمى «رحيمة» بحسب "البيانات الجغرافية على مستوى المسمى السكاني"، ص: 118. دليل الخدمات السادس عشر الصادر سنة 2017م - المنطقة الشرقية.[38] تعود تسميتها «رحيمة» نسبة إلى عين رحيمة، وقيل أن التسمية نسبة لمنطقة صيد اللؤلؤ التي تعرف باسم «أم رحيم»، وقيل كذلك أن تسميتها تعود إلى كثرة الأسماك العالقة بالشجيرات والنباتات ليتم اصطيادها بدون عناء.[66]

- ^ ح: «الهفوف» و«المبرَّز» تشكلان معاً مقر محافظة الأحساء وهي في الأصل عبارة عن مدينتين منفصلتين، وفي مطلع القرن العشرين كان لكل منهما سورها المستقل.[a 15][a 16] حالياً بعد التوسع العمراني اتصلت ببعضهما لتشكلان حاضرة واحدة.[67] كما جمعت بيانات الإحصاء في سنة 2010 بين تعداد سكانهما (حيث بلغ عددهم 660,788 منهم 536,754 من السعوديين و 124,034 من غير السعوديين) وقد احتلت آنذاك المرتبة السادسة بالنسبة لعدد السكان بين المدن.[1]

- ^ خ: جمعت بيانات الإحصاء في سنة 2010 بين سكان «الجبيل» و«مدينة الجبيل الصناعية» (حيث بلغ عددهم 337,778 منهم 170,770 من السعوديين و 167,008 من غير السعوديين) وقد احتلت آنذاك المرتبة الحادية عشر بالنسبة لعدد السكان بين المدن.[1]

- ^ د: «العاقول» وقد ذُكرت في بيانات الإحصاء تحت اسم «مزارع وادي العاقول»، حيث أن هذه المنطقة ظهرت في تعداد سنة 2022م بينما لم تُذكر في تعداد سنة 2010م.[8]

- ^ ذ: «الخارش» وقد ذُكرت في بيانات الإحصاء تحت اسم «خبت الخارش ومزارعه»، حيث أن هذه المنطقة ظهرت في تعداد سنة 2022م بينما لم تُذكر في تعداد سنة 2010م.

- ^ ر: «الكلية الحربية» وقد ذُكرت في بيانات الإحصاء تحت اسم «كلية الملك عبد العزيز الحربية»، حيث أن هذه المنطقة ظهرت في تعداد سنة 2022م بينما لم تُذكر في تعداد سنة 2010م.

- ^ ز: «مشروع حرض» وقد ذُكرت في بيانات الإحصاء تحت اسم «مشروع حرض (نادك) وما جاورها»، حيث أن هذه المنطقة ظهرت في تعداد سنة 2022م بينما لم تُذكر في تعداد سنة 2010م.

- ^ س: «أم الدوم» كما ظهرت التسمية في تعداد سنة 2022م، بينما ذُكرت في بيانات الإحصاء تعداد سنة 2010م تحت اسم «المشقار أم الدوم».

- ^ ش: «مزارع بالمجمعة» وقد ذُكرت في بيانات الإحصاء تحت اسم «مزرعة أغنام وما حولها من مزارع»، حيث أن هذه المنطقة ظهرت في تعداد سنة 2022م بينما لم تُذكر في تعداد سنة 2010م.

- ^ ص: «إسكان الكلابية» هو إسكان يقع بالقرب من الكلابية الواقعة في الأحساء، وقد فصلت بيانات الإحصاء في سنة 2022 بين تعداد سكانهما، حيث يحتل الإسكان ترتيب 138 بإجمالي عدد سكان 12,817 نسمة؛ بينما تحتل الكلابية ترتيب 104 بإجمالي عدد سكان 21,992 نسمة.

### مصطلحات
- ^ *: «الرقم» وقد اعتمد الترقيم التسلسلي في القائمة  حسب إجمالي عدد السكان الوارد في بيانات الهيئة العامة للإحصاء (مصلحة الإحصاءات العامة والمعلومات سابقاً) لعام 1431هـ/2010م.[1]

- ^ **: «سكان المحافظة» وهو إجمالي عدد السكان في جميع أنحاء النطاق العمراني للمحافظة من مراكز وقرى بالإضافة إلى المنطقة المركزية للمدينة، حسب دليل الخدمات السادس عشر الصادر سنة 2017م، اعتماداً على إحصاءات سنة 2015م المعتمدة أساساً على النتائج الأولية للتعداد العام للسكان والمساكن لعام 2010م.[68]

- ^ ى: «البُعد» ويقصد به بُعد المدينة أو التجمع السُكَّاني بالكيلومتر عن المقر الإداري سواءً كان مقر إمارة أو محافظة أو مركز إداري.[68]

## طالع أيضًا
- قائمة جزر السعودية
- قائمة محافظات السعودية
- قائمة المراكز الإدارية السعودية
- قائمة المناطق الإدارية السعودية
- التقسيم الإداري في السعودية